# Kazimierz Maj

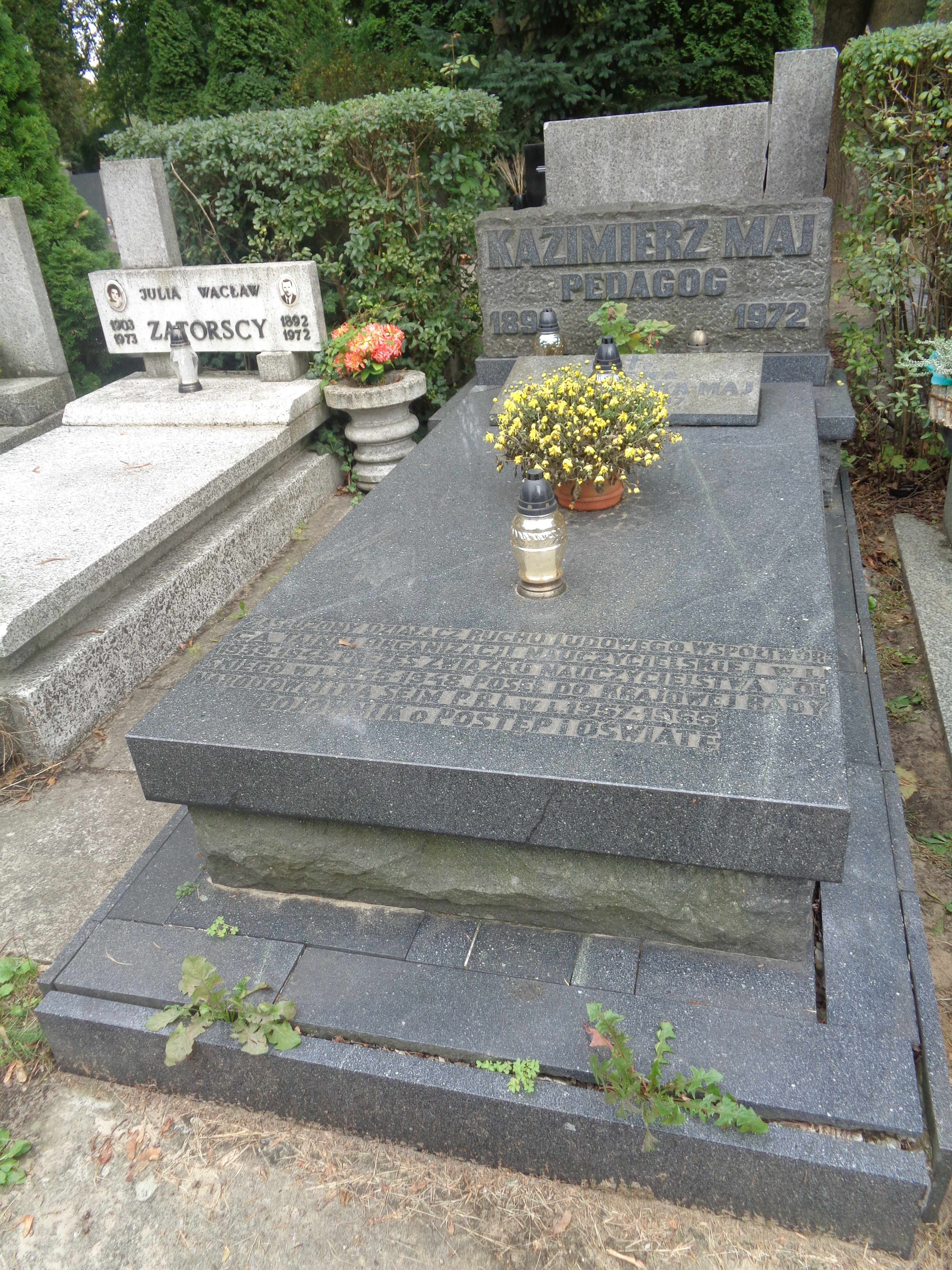
Grób Kazimierza Maja na Cmentarzu Wojskowym na Powązkach

Kazimierz Maj, ps. „Wojciech”, „Wojciech Bednarczyk”, „Jędrzej Starolas”, „Grudzień” (ur. 13 marca 1898 w Matczynie, zm. 6 lipca 1972 w Warszawie) – polski pedagog, andragog, nauczyciel, działacz oświatowy i ludowy, prezes Związku Nauczycielstwa Polskiego (1945–1948), poseł do Krajowej Rady Narodowej oraz na Sejm PRL II i III kadencji.

## Życiorys
Urodził się w chłopskiej rodzinie Andrzeja i Małgorzaty z Bednarczyków. Uczył się początkowo w domu przy pomocy rodziców, program niższych klas gimnazjalnych przerabiał pod kierunkiem lekarza z pobliskich Bełżyc doktora Klamera, coroczne egzaminy zdawał w 8-klasowej Prywatnej Szkole Filologicznej im. Stanisława Staszica w Lublinie. W latach 1913–1917 uczył się w Seminarium Nauczycielskim w Ursynowie. Od 1917 pracował jako nauczyciel w szkole powszechnej we Wzgórzu. Zorganizował Koło Centralnego Związku Młodzieży Wiejskiej, Spółdzielnię Spożywców „Społem”, kółko rolnicze, komitet budowy domu ludowego. Założył ognisko Związku Nauczycielstwa Polskiego w Bełżycach i został jego prezesem. Od 1920 studiował na Wydziale Pedagogicznym Wolnej Wszechnicy Polskiej w Warszawie i zakończył je magisterium z pedagogiki. W czasie studiów był współtwórcą i pierwszym prezesem Stowarzyszenia Akademickiej Niezależnej Młodzieży Ludowej Orka, redaktorem wydawanego przez nie czasopisma „Orka”. W latach 1924–1929 był nauczycielem w gimnazjum w Warszawie. W latach 1926–1932 był członkiem Zarządu Głównego Związku Nauczycielstwa Polskiego. Działał w ruchu ludowym, związany z Polskim Stronnictwem Ludowym „Wyzwolenie”. Od 1928 roku był wiceprezesem Centralnego Związku Młodzieży Wiejskiej, działał też w Związku Młodzieży Wiejskiej RP „Wici”. Po 1929 przeniósł się do Brodów, gdzie objął kierownictwo Kursów Społeczno-Rolniczych dla nauczycieli wiejskich oraz działaczy społeczno-gospodarczych. W latach 1934–1939 redagował „Przewodnik Pracy Społecznej”. Od 1935 sprawował nadzór i wykładał problemy oświaty dorosłych i socjologię wychowania na Wydziale Społeczno-Oświatowym Instytutu Pedagogicznego w Warszawie.
W okresie okupacji niemieckiej należał do założycieli powstałej w październiku 1939 Tajnej Organizacji Nauczycielskiej. Był wiceprezesem powstałego z inicjatywy TON Ludowego Instytutu Oświaty i Kultury, który zajmował się m.in. opracowaniem projektów ustaw z zakresu oświaty dorosłych na okres powojenny.
Po II wojnie światowej objął kierownictwo „Głosu Nauczycielskiego”. W 1945 roku został najpierw wiceprezesem ZNP, a po objęciu przez Czesława Wycecha stanowiska ministra oświaty, wybrano go na szefa Związku. Przez ZNP został zgłoszony do pełnienia mandatu poselskiego do Krajowej Rady Narodowej, złożył ślubowanie 29 grudnia 1945. Należał wtedy do Polskiego Stronnictwa Ludowego. Bronił nauczycieli aresztowanych i deportowanych do Związku Radzieckiego. W 1950 roku był nauczycielem w Państwowym Liceum Bibliotekarskim w Warszawie. Od 1953 roku kierownik Państwowego Zaocznego Kursu Bibliotekarskiego, następnie Państwowego Ośrodka Kształcenia Korespondencyjnego Bibliotekarzy, którego dyrektorem był do 1972 roku. W latach 1951–1956, w szczytowym okresie stalinizmu został odsunięty od działalności związkowej. Po odwilży październikowej ponownie został wiceprezesem ZNP. Wstąpił do Zjednoczonego Stronnictwa Ludowego, w 1957 i 1961 uzyskiwał mandat posła na Sejm PRL z okręgów Jarocin i Chełm.
Był dwukrotnie żonaty. Po raz pierwszy z Janiną z Langerów, z którą miał syna Sławomira – geofizyka, drugą żoną była Irena Maria z Borzymińskich (1915–1997).
Zmarł 6 lipca 1972 roku. Został pochowany na Cmentarzu Wojskowym na Powązkach (kwatera B 33-3-12).

## Ordery i odznaczenia
- Krzyż Komandorski Orderu Odrodzenia Polski
- Krzyż Oficerski Orderu Odrodzenia Polski
- Złoty Krzyż Zasługi (10 marca 1939)[5]
- Odznaka tytułu honorowego „Zasłużony Nauczyciel Polskiej Rzeczypospolitej Ludowej”
- Odznaka „Zasłużony Działacz Kultury”
- Złota Odznaka ZNP